# Синђелићи (1. сезона)
Прва сезона серије Синђелићи је емитована од 14. октобра 2013. до 19. маја 2014. године и броји 19 епизода.

## Опис
У јесен 2013. године, продукцијска кућа Емоушн је решила да домаћи серијски програм обогати српском верзијом једне од најгледанијих серија у историји шпанске телевизије, "Серанови". Наши "Синђелићи" су већ после прве емитоване епизоде побрали симпатије публике и поверење гледалаца.
У главну поставу су ушли Воја Брајовић, Ванеса Радман, Борис Комненић, Милена Дравић и Горан Радаковић. Ванеса Радман је због несугласица напустила серију након 1. епизоде, a заменила ју је Снежана Богдановић.

## Улоге

### Главне
- Воја Брајовић као Сретен Синђелић
- Ванеса Радман као Добрила Синђелић (Епизода 1)
- Снежана Богдановић као Добрила Синђелић (Епизоде 2-19)
- Борис Комненић као Јездимир Синђелић
- Милена Дравић као Госпођа Ксенија
- Горан Радаковић као Федор Ристић

### Епизодне
- Вучић Перовић као Методије Синђелић
- Милош Кланшчек као Гојко Синђелић
- Немања Павловић као Коља Синђелић
- Бранкица Себастијановић као Ева Стоименов
- Јелена Косара као Тереза Стоименов
- Милица Михајловић као Николина Ристић
- Лука Рацо као Ненад Ристић
- Бранислав Лечић као Андреј
- Алекса Јовановић/Лука Цмиљанић као Петар Лазаревић
- Теодора Илић као Весна Лазаревић
- Павле Павићевић као Муса
- Марко Кизић као Вук
- Владимир Вучковић као Небојша Лазић
- Борис Пинговић као Коста
- Душанка Стојановић као Евдокија
- Бранко Јанковић као Конобар Пантелија

## Епизоде
| Бр. еп. (укупно) | Бр. еп. (у сезони) | Наслов                  | Редитељ       | Сценариста                       | Премијера          |
| --- | ------------------ | ----------------------- | ------------- | -------------------------------- | ------------------ |
| 1 | 1                  | "Узеше се"              | Дејан Зечевић | Биљана Максић и Срђан Драгојевић | 14. октобар 2013.  |
| Венчање ће донети низ промена у две породице које ће донети причу јер ће саживот бити далеко од лаког. Ћерке Лиле, Ева и Тереза, су напустиле с' тугом свој претходни живот у Новом Саду, а њих нису добро примила Сретенова деца, јер не желе да деле кућу са три странца. |                    |                         |               |                                  |                    |
| 2 | 2                  | "Одгајање деце"         | Дејан Зечевић | Биљана Максић                    | 21. октобар 2013.  |
| Лила и Сретен имају различите облике за школовање деце. Док она то чини помоћу разговором, Сретен користи своје овлашћење. Но, мајка је свеобухватна, када је њена ћерка Ева рекла да ће имати сексуалне односе са својим вереником, и због тога Лила креће да је шпијунира. |                    |                         |               |                                  |                    |
| 3 | 3                  | "Дугови"                | Дејан Зечевић | Биљана Максић                    | 28. октобар 2013.  |
| Сретен покушава да се приближи својој деци, али Гојко, Методије и Коља се не слажу са новом породичном ситуацијом. Сретен, упркос дуговима, жели да приушти породице путовање у Париз, али су финансијски проблеми превелики. |                    |                         |               |                                  |                    |
| 4 | 4                  | "Увек ћемо имати Париз" | Дејан Зечевић | Биљана Максић                    | 4. новембар 2013.  |
| Ева зачикава Методије, а Тереза покушава да се уклопи у школу. Сретен мисли да се Ксенија превише меша у послове Синђелића. |                    |                         |               |                                  |                    |
| 5 | 5                  | "Председник клуба"      | Дејан Зечевић | Биљана Максић                    | 11. новембар 2013. |
| Сретен и Језда присуствовати ручку са званичником фудбалског клуба. Почасни председник клуба умре током ручка и почиње "борба" између Језде и Андреа за место председника. С друге стране, Лила осећа мучнину и мисли да је трудна. |                    |                         |               |                                  |                    |
| 6 | 6                  | "Дечије ствари"         | Дејан Зечевић | Биљана Максић                    | 18. новембар 2013. |
| Сретенова деца имају проблема са контролном у школи. Њихова полусестра Ева одлучује да заврши свој однос са својим вереником Драшком. Ипак, Риста жели да преузму контролу над њеним срцем. |                    |                         |               |                                  |                    |
| 7 | 7                  | "Друг из војске"        | Дејан Зечевић | Биљана Максић                    | 25. новембар 2013. |
| Језди у посету долази друг из војске. Испоставља се да му је тај друг геј. Језди је испричао целу причу о њему Сретену и Федору. Друг касније долази и пита Језду да заједно оду на летовање. |                    |                         |               |                                  |                    |
| 8 | 8                  | "Поклони за жене"       | Дејан Зечевић | Биљана Максић                    | 2. децембар 2013.  |
| Становници општине одлучују да се опорави стари обичај који се састоји од размене поклона. Сретен и Федор их виде и желе да купе нешто због чега ће се свидети својим женама. |                    |                         |               |                                  |                    |
| 9 | 9                  | "Језда хомосексуалац"   | Дејан Зечевић | Биљана Максић                    | 10. март 2014.     |
| Након догађаја из епизоде "Друг из војске" Језда долази до запањујућег открића са којим његов брат не може да се помири, а то има везе са Јездиним другом. У међувремену, Сретен одвози Лилу на место где се први пут пољубио са потпуно другом женом, па Лила почиње да копа по прошлости да би сазнала која је то жена била и открива нешто неочекивано.                                                                                |                    |                         |               |                                  |                    |
| 10 | 10                 | "Превара"               | Дејан Зечевић | Биљана Максић                    | 17. март 2014.     |
| Ствари су се закомпликовале када Лила открива да је њена најбоља другарица, Николина, била са Сретеном на оном месту. Док Методије прати певање, иако то узрокује жестину код његовог оца, Ева и Риста смишљају окрутну шала за њега и говоре му да је продуцентска кућа заинтересована за њега. С друге стране, Тереза је заљубљена у једног од Гојкових другова.                                                                        |                    |                         |               |                                  |                    |
| 11 | 11                 | "Љубомора"              | Дејан Зечевић | Биљана Максић                    | 24. март 2014.     |
| Пошто је прошле недеље Лила добила напад љубоморе, овог пута га је добио Сретен. Вечера између Лиле и Андреја изазива гнев код Сретена. Иако, губици у фудбалском клубу прете затварање, Језда предлаже да се уговор по коме ће довести више публике на стадион. |                    |                         |               |                                  |                    |
| 12 | 12                 | "Тест интелигенције"    | Дејан Зечевић | Биљана Максић                    | 31. март 2014.     |
| Ева жели да учини услугу у замену да се Риста и Методије фотографишу голи за календар. У школи се припрема представа. Сви су били изненађени вешћу да је Гојко натпросечно интелигентан. |                    |                         |               |                                  |                    |
| 13 | 13                 | "Енглески језик"        | Дејан Зечевић | Биљана Максић                    | 7. април 2014.     |
| Док Методије покуша да усаврши свој енглески, Језда жели да га научи како би се ресторан појавио у туристичком водичу. У кући Синђелића почиње да нестаје новац. Момци су први осумњичени, али изненађење, изненађење, Лилина мајка Ксенија је та која је узела новац за одлазак у казино. |                    |                         |               |                                  |                    |
| 14 | 14                 | "Џастин"                | Дејан Зечевић | Биљана Максић                    | 14. април 2014.    |
| Посета Џастина Бибера Србији покреће лудило у Терези која ће учинити све могуће само да би отишла на концерт. |                    |                         |               |                                  |                    |
| 15 | 15                 | "Награда и оцене"       | Дејан Зечевић | Биљана Максић                    | 21. април 2014.    |
| Лилин бивши муж добија важну награду. Цела породица је позвана, Сретен, који, иако на први поглед није мислио да иде, одлучује да иде. |                    |                         |               |                                  |                    |
| 16 | 16                 | "Мит о Светозару"       | Дејан Зечевић | Биљана Максић                    | 28. април 2014.    |
| Сретен се разболео и мисли да му је остало још два дана живота. С друге стране, Сретен постаје узрујан због Методија и тражи му посао преко лета, док Лила анимира Еву да и она уради исту ствар. Гојко и његови другови измишљају мит о дечаку који је погинуо у школи - Светозару. |                    |                         |               |                                  |                    |
| 17 | 17                 | "Вукова љубав"          | Дејан Зечевић | Биљана Максић                    | 5. мај 2014.       |
| Вук се заљубио у Лилу, а његови другови из "банде" су пресрели писмо које је написао професорки. Федоров и Николинин однос није у посебно добром стању, али Федоров покушај самоубиства их поново спаја. |                    |                         |               |                                  |                    |
| 18 | 18                 | "Федор и Николина"      | Дејан Зечевић | Биљана Максић                    | 12. мај 2014.      |
| Федор је преварен, па је купио стан без Николининог знања. Сретен и Језда се осећају као криви за Федорову грешку, уморни од његових вицева. Ситуација узрокује раздвајање између Николине и Федора. Док Методије жели да иде у Индију на одмор са Евом и да је прате, мора да ради у клубу као гитариста. |                    |                         |               |                                  |                    |
| 19 | 19                 | "Фудбалери"             | Дејан Зечевић | Биљана Максић                    | 19. мај 2014.      |
| Евин бивши дечко Драшко Чолић стиже у град да учествује у музичком такмичењу на локалној радио станици. Такође, и Методије учествује. Сретен сазнаје да постоји више од породичног односа између Еве и Методија, па није срећан због тога. Тереза жели да игра у мушком фудбалској репрезентацији да би импресионирала једног дечка, али Језда се противи томе. Сретенов и Јездин старији брат најављује долазак у град на неколико дана. |                    |                         |               |                                  |                    |

## Филмска екипа
- Извршни продуценти: Горан Стаменковић 
 Сретен Јовановић
- Продуцент: Марко Поповић
- Помоћник редитеља: Ратиборка Дуда Ћерамилац 
 Сузана Пурковић 
 Марко Јефтић
- Костим: Јелена Стефановић 
 Јелена Здравковић 
 Снежана Карл
- Сценографија: Жељко Антоновић
- Монтажа : Александар Мрзић 
 Драган Красић
- Музика: Марко Кон
- Директор фотографије: Миљан Миловановић 
 Миодраг Трајковић 
 Војкан Гостиљац
- Адаптација сценарија: Биљана Максић 
 Срђан Драгојевић (пилот)
- Редитељи: Дејан Зечевић 
 Милан Коњевић 
 Бојан Вулетић 
 Небојша Радосављевић